# Helmut Ditsch
Helmut Ditsch (Villa Ballester, 6 de julio de 1962) es un artista plástico argentino contemporáneo. Sus obras se inspiran en puntos extremos de la naturaleza y son elaboradas sobre lienzos que alcanzan dimensiones monumentales.
Es uno de los más importantes artistas independientes del mundo.

## Biografía y formación

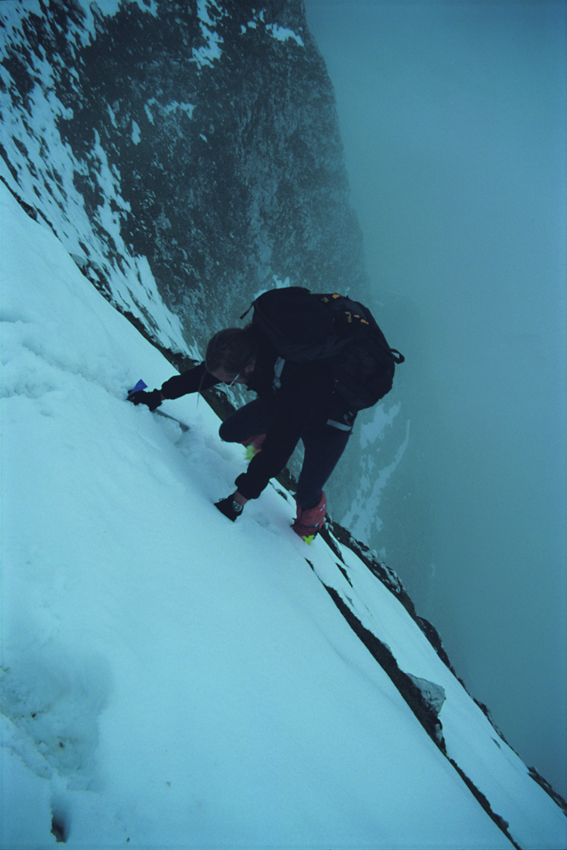
Helmut Ditsch en la Nordkette en Tirol/Austria 1997

Los padres de Helmut Ditsch son originarios de Austria. Durante su niñez comenzó a relacionarse con la pintura de manera plenamente autodidacta. Sin embargo, la temprana muerte de su madre marcó su existencia y se convirtió en un momento determinante, también, para su trabajo artístico.
Su primer vínculo con las bellas artes se produjo recién en 1988, cuando su bagaje artístico le permitió ingresar en la Academia de Bellas Artes de Viena, de donde egresó con las más altas distinciones. Su principal objetivo allí fue estudiar las técnicas de los grandes maestros de la pintura universal, entre ellos: Caspar David Friedrich y Vermeer Van Delft.
A su vez, durante su adolescencia, se fue desarrollando también como montañista extremo, intentando encontrar en las altas cumbres y en los contextos naturales límites, respuestas a las vicisitudes de sus traumáticos primeros años de vida. Precisamente, la conjunción de su experiencia autobiográfica con las vivencias en una naturaleza extrema, y su posterior traducción sobre el lienzo, resultó decisiva para la primera etapa de producción artística.

## Estilo
Marcado por Nietzsche y su forma vitalista de entender el arte, así como por la filosofía existencialista de Heidegger, Ditsch contempla como una unidad su propia vida y su reflexión pictórica.
En acción, Helmut Ditsch determina el ámbito natural que llevará a la tela, para luego comenzar a interactuar con la naturaleza: alcanza por sus propios medios la zona y permanece allí, frente a su escenario, durante jornadas completas captando la esencia y las características propias del lugar.
Los críticos definen que sólo mediante la reflexión y el trabajo a fondo de las percepciones, se alcanza ese impacto sublime que produce la obra de Ditsch. Justamente, la identificación de su arte siempre ha sido también motivo de polémicas para los especialistas. Han intentado referenciarlo dentro del hiperrealismo, sin embargo, actualmente, en Europa, comenzaron a denominar a su obra Realismo Vivencial, aduciendo a que la obra de Ditsch no se somete a ninguna concepción pictórica, ni naturalista, ni realista, sino que nace de la experiencia vitalista y mística de la naturaleza.
La naturaleza mediatizada y su consecuencia, la naturaleza como concepción paisajística, plantean a Ditsch el reto de llegar hasta una mirada postmediática a través de la pintura. Su idiosincrasia artístico-pictórica se basa en la voluntad y convencimiento de que también en un mundo mediatizado es posible traducir experiencias auténticas que permitan al espectador participar de esa autenticidad.

## Consagración
En los años noventa, instalado oficialmente en Viena, su carrera artística cobró una dinámica que no se detuvo.
En 1997 ya era considerado uno de los artista jóvenes más exitosos y, dos años más tarde, llegó su consagración con la obra “La Cordillera”, adquirida por el OeNB (Banco Central de Austria) en una cifra récord para un artista plástico argentino actual.
En el año 2000 instaló su atelier en Irlanda completando, en 2005, el ciclo “Grandes Temas Naturales” (que hasta ese momento abarcaba desiertos, montañas y hielos) con la obra “El Mar II”, inspirada en el Océano Atlántico. 
En 2001, realizó su primera gran presentación ante el público argentino, en el Museo Nacional de Bellas Artes, congregando a más de 100 mil personas durante aquella memorable exposición unipersonal. El fenómeno social se repitió en 2006, cuando fue invitado a participar en forma exclusiva de la transcendental Feria Internacional del Libro de Buenos Aires, donde el interminable caudal de público superó todos las proyecciones previstas para la muestra.
Paralelamente su caudal artístico comenzó a recorrer diversas vertientes creativas, incluyendo concepciones como el diseño automotor, de indumentaria, la composición musical y la elaboración de vinos de alta gama. También, proyecta fundar un espacio académico dedicado al pensamiento filosófico, conjungando todas estas iniciativas bajo el concepto «Helmut Ditsch ArtFactory».

## Récord
En agosto de 2010, Ditsch batió el récord histórico de cotización para una obra de arte producida por un artista argentino: "El Mar II" -perteneciente a su colección privada- fue vendida a una desarrolladora inmobiliaria de Andalucía, España, por 865.000 US$, superando a "Desocupados" de Antonio Berni.

## Gira "Nacional y Popular"
```
En noviembre de 2010, Helmut Ditsch decidió iniciar una muestra itinerante por distintos puntos de su país de nacimiento con algunas de sus obras más emblemáticas. La primera etapa se inició en las ciudades de Santa Fe, Paraná y Rosario, continuando en Mar del Plata (2011) y Mendoza (2012). La "Gira Nacional y Popular" se destaca por su carácter inclusivo, montándose en lugares públicos con ingreso gratuito.
```

## Nuevo Récord
En 2016 se vendió su obra "Cosmigonon" en Europa por 1.500.000 US$. Ditsch batió así su propio récord histórico de 2010 para una obra de arte producida por un artista argentino.

## "Del Final de los Tiempos"

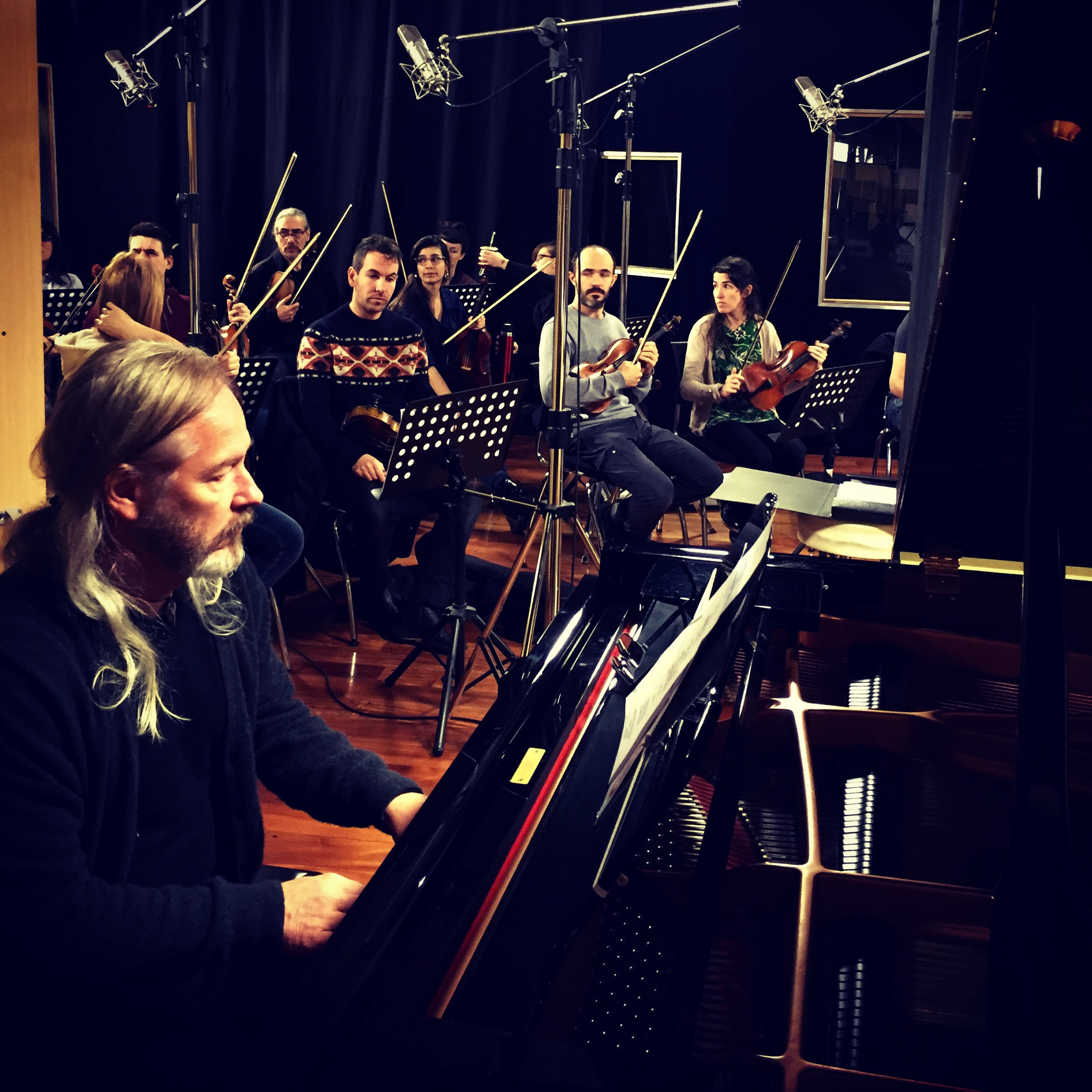
Helmut Ditsch grabando su primer álbum "Del Final de los Tiempos" (2016)

A mediados de 2016, Helmut Ditsch comienza a desplegar su genio creativo en el campo musical, dando inicio a la grabación de su primer álbum, Del Final de los Tiempos, cuya música, lírica, arreglos, letra y voz son obra del propio artista, quien al mando del piano conduce además a la orquesta. En tal sentido, Helmut Ditsch define que sus poemas sinfónicos no son otra cosa que la melodía que llevan implícitas sus creaciones sobre el lienzo: "Concibo mis pinturas a través de la música. La realidad es que los colores tienen una frecuencia tonal. Y por eso, cada vez que pinto, también doy forma a una partitura".
En 2017, Helmut Ditsch comenzó a trabajar sobre la que se convertirá en la obra de mayores dimensiones de su carrera artística. Inspirada en el glaciar Perito Moreno, el lienzo alcanza los 12 metros de longitud por 2 de altura.

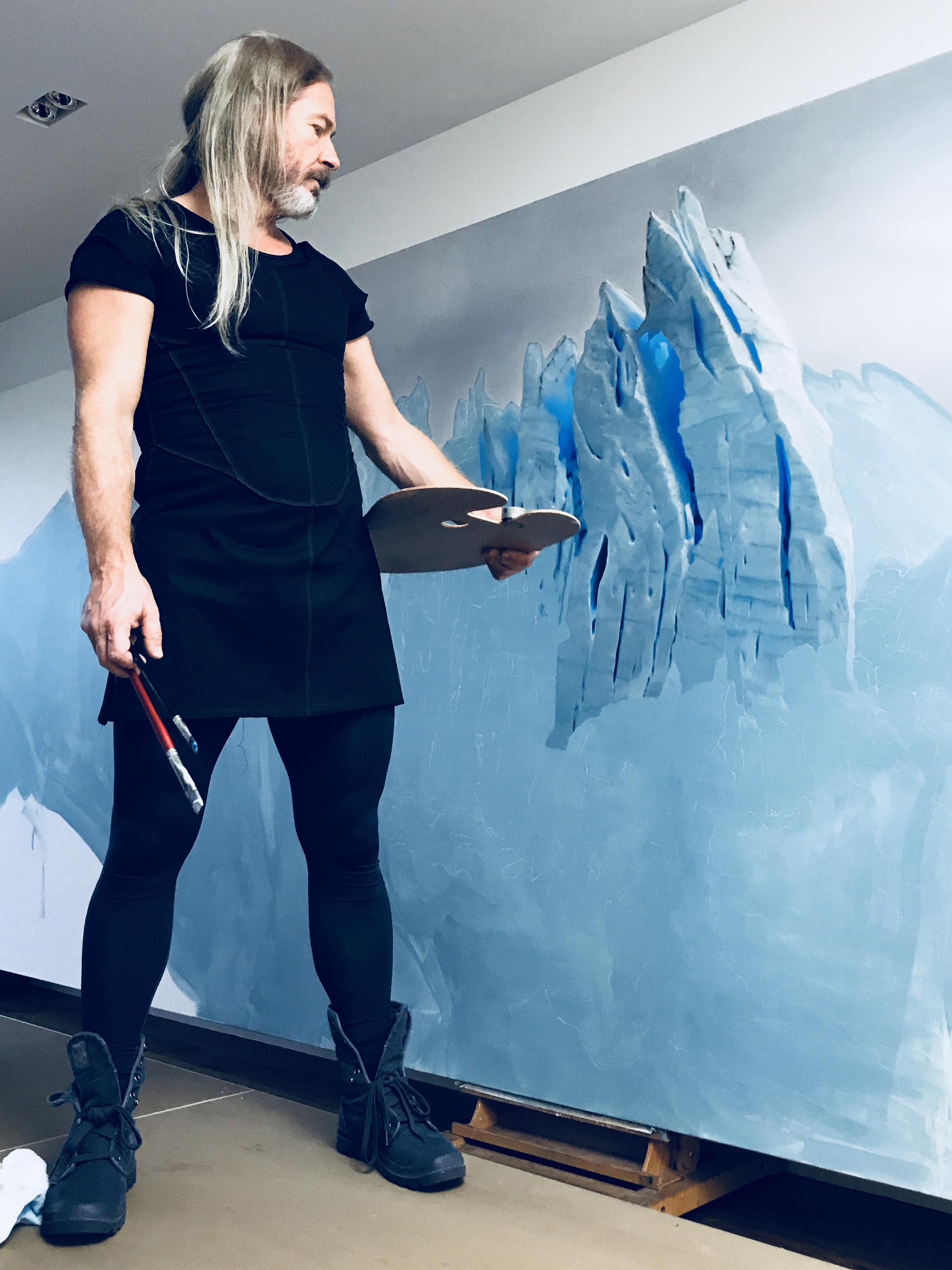
Helmut Ditsch pintando (2018)

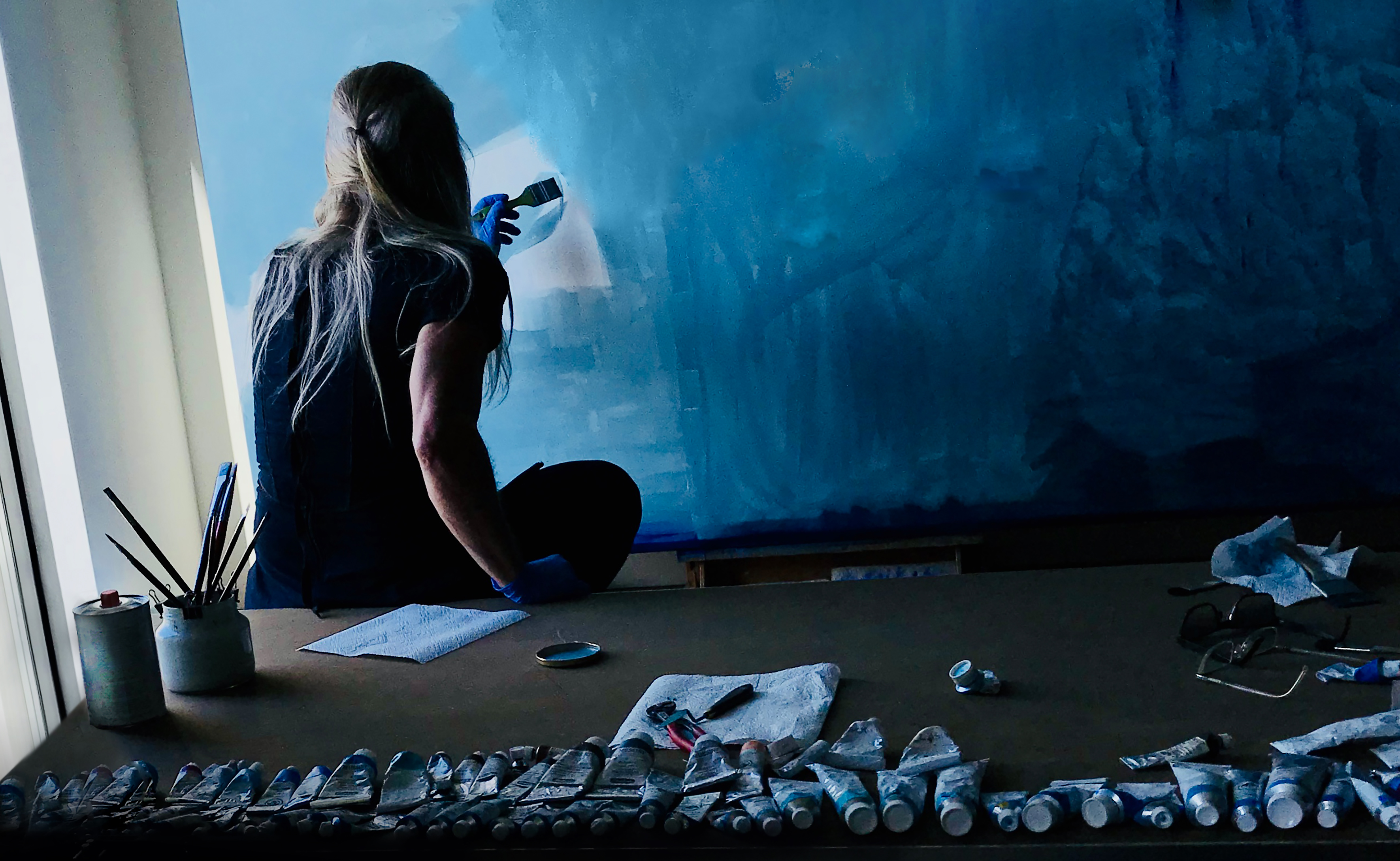
Helmut Ditsch pintando (2018)

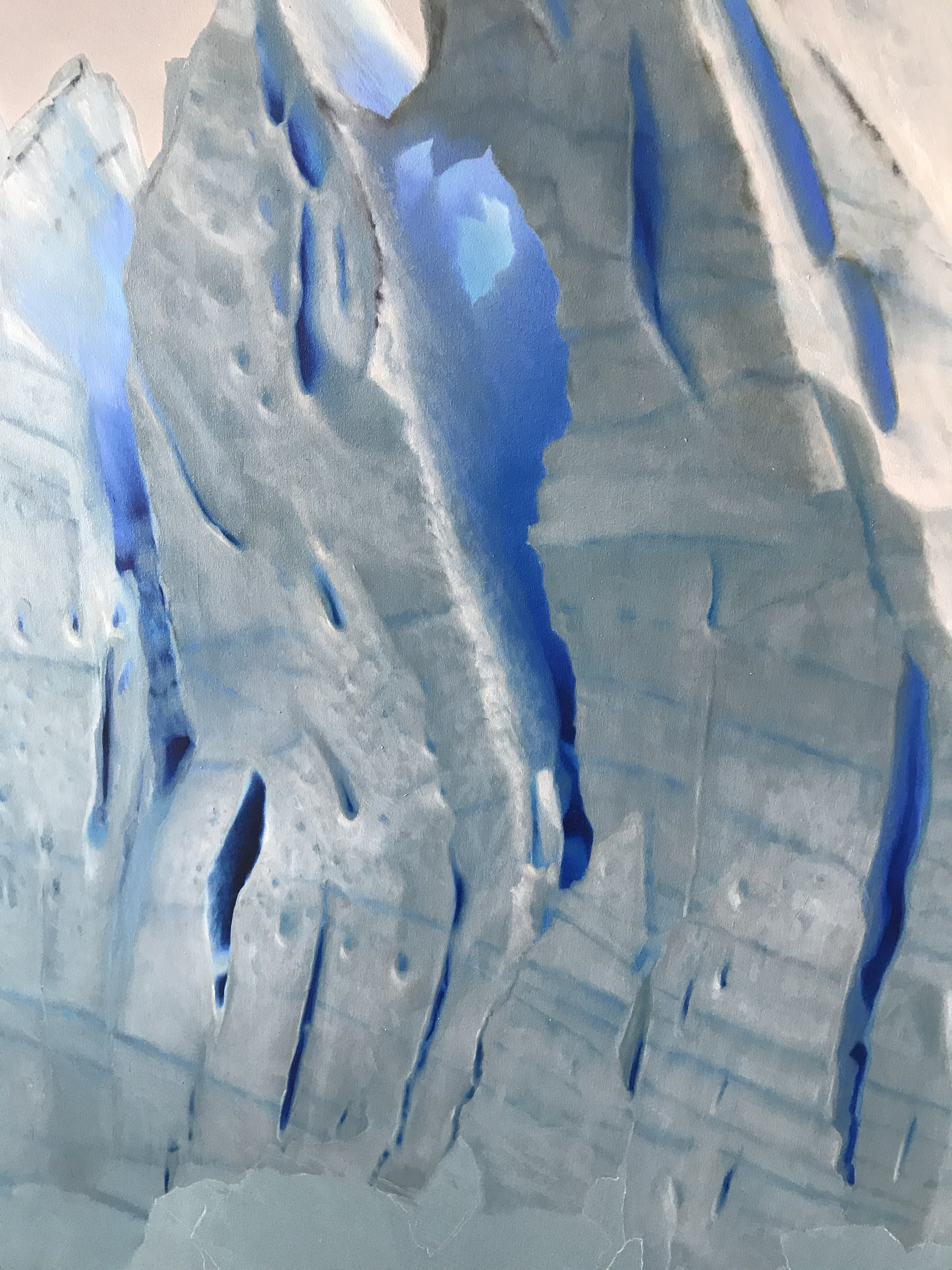
Un cuadro de Helmut Ditsch (detalle)

## Exposiciones unipersonales (selección)
1983 Municipalidad de San Martín, Buenos Aires, Argentina
1983 Centro Cultural Teatro San Martín, Buenos Aires, Argentina
1995 Hipp-Halle, Gmunden, Austria
1997 Bau Holding Kunstforum, Klagenfurt, Austria
2001 Museo Nacional de Bellas Artes, Buenos Aires, Argentina
2001 Museo Nacional de Bellas Artes, Santiago de Chile, Chile
2002 "Meister/Werke im Belvedere", Museum Österreichische Galerie Belvedere, Viena, Austria
2003 Kunsthalle Krems, Krems, Austria
2005 "The Triumph Of Nature", “tresor” im BA-CA Kunstforum, Viena, Austria
2006 "The Triumph Of Nature" en la Casa Ditsch, Lesachtal, Austria
2006 32. Feria Internacional del Libro de Buenos Aires, Buenos Aires, Argentina
2009 19. Feria Internacional del Libro de Abu Dhabi, Abu Dhabi, Emiratos Árabes
2010 Museo Provincial de Bellas Artes, Santa Fe, Argentina
2010 Hotel Howard Johnson, Paraná, Argentina
2010 Bar "El Cairo", Rosario, Argentina
2010 Heldenplatz, Viena, Austria
2011 Plaza del Agua, Mar del Plata, Argentina
2012 Centro Cultural "Espacio Contemporáneo de Arte", Mendoza, Argentina
2012 Cumbre de Presidentes del MERCOSUR - UNASUR, Hotel Intercontinental, Mendoza, Argentina
Desde mayo 2012 Exposición permanente en Casa Rosada, Salón Eva Perón, Buenos Aires, Argentina. Es posible la visita los sábados, domingos y feriados de 10:00 a 18:00 , con entrada libre. 

## Exposiciones conjuntas (selección)
1990 "Meisterschule Brauer Oberes Belvedere ’90", Museum Österreichische Galerie Belvedere, Viena, Austria
1991 "Die Kunst", Messepalast, Viena, Austria
1992 Städtische Galerie Wiener Neustadt, Austria
1994 "Realismus heute", Stadtmuseum Erlangen, Alemania
1994 "Kick off", Academia de Bellas Artes de Viena, Austria
1998 "Über die Berge", Niederösterreichisches Landesmuseum, St. Pölten, Austria
1999 "10. Faistauer-Preis 1999", Galerie im Traklhaus, Salzburgo, Austria
2000 "Malerei: Österreichische KünstlerInnen heute", Museum Albertina and Suppan Contemporary, Viena, Austria
2001 "Festészet nevében", Szépmüvészeti Múzeum, Budapest, Hungría
2001 "I Bienal Internacional de Arte de Buenos Aires", Museo Nacional de Bellas Artes, Córdoba, Argentina
2002 "Mo(u)numental", Landesmuseum Ferdinandeum, Innsbruck, Austria
2002 "Schöne Aussicht", Kunst Meran, Italia
2004 "Phänomen Landschaft", Niederösterreichisches Landesmuseum, St. Pölten, Austria
2004 Messner Mountain Museum, Sulden, Italia
2004 Strabag Artlounge, Viena, Austria
2005 "Figur und Wirklichkeit – das BA-CA Kunstforum on tour im Ferdinandeum", Innsbruck, Austria
2006 "Einblicke", Werke aus der Kunstsammlung der Oesterreichischen Nationalbank, Banco Central Europeo, Fráncfort del Meno, Alemania
2006 Messner Mountain Museum, Bolzano, Italia
2008 Expo 2008, Zaragossa, España
2010 Feria del Libro de Fráncfort, Fráncfort del Meno, Alemania
2012-2013 Exposición especial "Die Hohen Tauern", Salzburg Museum, Salzburgo, Austria

## Premios (Selección)
1990 "Premio de Maestro", otorgado por la Academia de Bellas Artes de Viena
1993 "Premio de Reconocimiento", otorgado por el Ministerio de Ciencias e Investigación de Austria
1997 "Venta Especial", otorgado por Bau Holding Kunstforum
2010 Es nombrado "Ciudadano Ilustre" del Partido de General San Martín, Buenos Aires.
2012 "Premio a la Cultura Dr. Arturo Jauretche"
2012 Es nombrado ¨Maestro Honorario¨ de la Universidad Nacional de General San Martín (UNSAM)